# Ținutul Someș
Ținutul Someș (denumirea propusă inițial fiind ținutul Crișuri) a fost unul din cele zece ținuturi înființate în 1938, prin Legea administrativă din 14 august, după ce regele Carol al II-lea a inițiat în România o reformă instituțională după model fascist, modificând Constituția României, legea administrării teritoriale și introducând monopartidismul. A fost desființat în urma dictatului de la Viena din 30 august 1940.
Orașul Cluj este numit reședință de ținut. Ținutul includea 7 județe cu 56 de plăși, 16 orașe și 1575 de sate. Suprafața ținutului era de 33.385 kmp, iar populația de 2.143.453 locuitori, din care, la 1 iulie 1937, 372.609 trăiau în orașe.

## Județe încorporate
În conformitate cu reforma administrativă și constituțională din anul 1938, cele 71 de județe au fost subordonate ținuturilor. Cele șapte județe care au compus ținutul Someș au fost următoarele: 
- Bihor
- Cluj
- Maramureș
- Năsăud
- Satu Mare
- Sălaj
- Someș

## Stema
Conform Decretului Regal nr. 4285 din 13 decembrie 1938, stema ținutului Someș consta din „Scutul: șapte fâșii așezate oblic de la dreapta la stânga, alternând roșu și albastru («barres»), înfățișând cele 7 județe ale ținutului, prin culorile predominante din stemele lor. Peste tot, capul de zimbru negru, simbolizând Maramureșul, leagănul Moldovei, cuprins în acest ținut. ”. 

## Rezidenți regali
- gen. Alexandru Hanzu (13 august 1938[4][5] – 1 februarie 1939[5][6])
- dr. Coriolan Tătaru (1 februarie 1939[6][7] – 30 august 1940)

## Reactualizarea ideii în anul 2011
În anul 2011 președintele Traian Băsescu a adus în discuție o propunere de împărțire administrativ-teritorială similară celei din 1938. Ideea înființării unui superjudeț Crișuri sau Crișana a fost criticată de istorici și de specialiști în drept administrativ.